# Дмитриевка (Тамбовская область)
 Дми́триевка  — посёлок городского типа в Тамбовской области России. Административный центр  Никифоровского района, в составе которого образует Дмитриевский поссовет.
Население: 6888 чел. (2021). 

## География
Расположен в северо-западной части области, в 42 километрах к северо-западу от областного центра города Тамбова, на 410 километре федеральной автодороги Р22 «Каспий», на берегах реки Польной Воронеж. Железнодорожная станция Никифоровка Юго-Восточной железной дороги на участке Мичуринск — Тамбов Рязанско-Уральского железнодорожного хода.

## История
Населённый пункт впервые упоминается в 1636 году под названием Бельский городок в связи со строительством Симбирской оборонительной черты для защиты от набегов татар.
В документах ревизской сказки 1782 года упоминается деревня Дмитриевка, «что на Польном Воронеже, вблизи Бельского моста», принадлежавшая трем мелким помещикам: Петру Суховеркову, Василию и Марфе Никифоровым. У них было 109 человек крепостных крестьян.
Книга «Рязанско-Уральская железная дорога и ея район», изданная в 1913 году в Санкт-Петербурге, сообщает о станции Никифоровка Рязано-Уральской железной дороги, находящейся близ села, следующее:

При станции устроена «Русско-Английской Торговой Компанией в Лондоне» английская свинобойня для вывоза мяса на английские рынки.
…
При станции организовалась скупка хлебов и раз в неделю бывают базары, на которые свозится хлеб из окрестных селений. Для ссыпки хлеба устроено четыре хлебных склада.

Статус посёлка городского типа — с 1966 года.
В декабре 2018 года (23 декабря) в р.п. Дмитриевка прошел митинг против строительства крупного мусорного полигона в непосредственной близости от поселка, на который пришло почти 3000 местных жителей. Идут судебные тяжбы, противостояние между жителями поселка и владельцами мусорной свалки. Областные власти вместе с  инициативной группой составили дорожную карту по  решению проблемы с  полигоном «Бастион».

## Население
| 1959  | 1970  | 1979  | 1989  | 2002  | 2009  | 2010  | 2012  | 2013  |
| ----- | ----- | ----- | ----- | ----- | ----- | ----- | ----- | ----- |
| 2211  | ↗7174 | ↗8445 | ↗9518 | ↘9287 | ↘8823 | ↘8421 | ↘8283 | ↘8178 |
| 2014  | 2015  | 2016  | 2017  | 2018  | 2019  | 2020  | 2021  |       |
| ↘8053 | ↘7898 | ↘7751 | ↘7609 | ↘7479 | ↘7275 | ↘7092 | ↘6888 |       |

Национальный состав
По итогам переписи населения 2020 года проживали следующие национальности (национальности менее 0,1 % и другое, см. в сноске к строке «Другие»):
| Национальность | Численность, чел. | Доля     |
| -------------- | ----------------- | -------- |
| Русские        | 6601              | 95,83 %  |
| Цыгане         | 51                | 0,74 %   |
| Армяне         | 16                | 0,23 %   |
| Таджики        | 15                | 0,22 %   |
| Другие         | 205               | 2,98 %   |
| Итого          | 6888              | 100,00 % |

## Экономика
Пищевая промышленность (сахарный завод). Заготовительно-зерновое предприятие, ремонтно-техническое, агрохимическое, автотранспортные предприятия. Нефтебаза. Два элеватора.
- В Дмитриевке располагается один из крупнейших сахарных заводов в России. В 2005 году по итогам конкурса «Лучшее предприятие сахарной промышленности 2004 года» на IV Московском международном сахарном форуме ОАО «Сахарный завод «Никифоровский» награждён дипломом III степени и памятной медалью в номинации «Лучший сахарный завод России 2004 года»
- Один из элеваторов, емкостью 240 тысяч тонн, построенный ЗАО «Биотехнологии», на данный момент является крупнейшим в России.

## Достопримечательности
- Памятник погибшим воинам в годы Великой Отечественной войны.
- Памятник воинам-интернационалистам.
- Памятник всем погибшим в Чернобыле
- В годы Великой Отечественной войны в Дмитриевке базировался аэродром дальней авиации.
- К числу исторических памятников относится Козловский вал, который является частью Татарского вала. В своё время вал служил защитой от набегов кочевых племён и татаро-монгольской конницы. Он являлся составной частью сложной засечной черты, протянувшейся от Белгорода до Симбирска, и в настоящее время признан уникальным памятником археологии, древней фортификации, истории и природы, охраняется государством[24].
- Находится сохранившаяся часть старинного тракта Тамбов - Козлов (Мичуринск).